# Derk Smit
Derk Smit (Groningen, 15 juli 1898 - aldaar, 8 oktober 1953) was een Nederlandse architect. Ter onderscheid met zijn gelijknamige vader, die timmerman was, wordt hij onder vakgenoten meestal D. Smit Jr. genoemd. Een door hem in opdracht van de meubelfabrikant Geubels ontworpen kantoorgebouw met showrooms (1936) aan de Steentilstraat in Groningen, gebouwd in een verstrakte variant van de stijl van de Amsterdamse School, is aangewezen als rijksmonument. Verder ontwierp hij onder meer landhuizen in Haren en Winsum.